# Xavier Beulin
Xavier Beulin, né le 19 décembre 1958 à Donnery (Loiret) et mort le 19 février 2017, à Paris 16e, est un agriculteur, homme d'affaires, industriel, actionnaire, administrateur et syndicaliste agricole français. Il a été dirigeant de la Fédération française des producteurs d’oléagineux et de protéagineux (FOP), avant de devenir président du syndicat professionnel majoritaire dans la profession agricole en France, la Fédération nationale des syndicats d'exploitants agricoles (FNSEA), le 16 décembre 2010 et dont il assumera la charge jusqu'à sa mort.
Il a été également président du conseil d'administration du groupe agroindustriel Avril de 2000 à sa mort.

## Biographie
Fils d'agriculteurs de l'Orléanais, Xavier Beulin est l'aîné d'une fratrie qui compte deux frères et deux sœurs. Il arrête ses études à 17 ans après le décès de son père. Autodidacte il obtient malgré tout un Brevet d'études professionnelles agricoles (BEPA) en formation accélérée[réf. nécessaire]. Il a un fils issu d'un premier mariage. Il est marié à Laurence Moreau. 

### Activités

#### Agriculture
Une information régulièrement reprise par la presse fait mention d'une activité agricole produisant 500 ha de céréales et légumineuses ainsi qu'un quota laitier de 150 000 litres,,,, mais le site internet du groupe Avril fait mention de cette activité à Donnery, alors que le GAEC créé en 1985 a été liquidé en 2011.
Depuis 2009, Xavier Beulin est associé en exploitation agricole à responsabilité limitée, l'EARL Le Quadrige situé à Traînou, dans le Loiret, avec son frère et deux cousins,.

#### Agroindustrie
Xavier Beulin est président du conseil d'administration du groupe Avril (anciennement Sofiprotéol), groupe agroindustriel international (chiffre d'affaires 7 milliards d'euros en 2013) de la filière oléagineuse et protéagineuse. L'entreprise produit, selon l'hebdomadaire Le Point, presque l'intégralité du biodiesel, ce que la Cour des comptes, dans un rapport sur les biocarburants, décrit comme une « rente de situation » alors même qu'elle bénéficie d'une exonération fiscale. Diester Industrie est champion européen du biodiesel. La société Glon Sanders est leader français de la nutrition animale.
De 2000 à 2009, il est président, puis vice-président, du Centre technique interprofessionnel des oléagineux métropolitains (CETIOM, aujourd'hui intégré dans Terres Inovia), un institut technique assurant des missions de recherche et développement en agriculture.

#### Syndicalisme
Xavier Beulin est vice-président de la Fédération départementale des syndicats d'exploitants agricoles (FDSEA) du Loiret depuis 1990. Depuis le 16 décembre 2010, il accède de plus, à la présidence du syndicat professionnel majoritaire dans la profession agricole en France, la Fédération nationale des syndicats d'exploitants agricoles (FNSEA). Il est le premier céréalier à accéder à cette fonction, jusqu'alors occupée par des éleveurs. Il est réélu le 9 avril 2014, étant seul candidat.

#### Lobbyisme
Il est président de l'Alliance européenne des oléoprotéagineux (EOA) depuis 2002, une organisation rassemblant les producteurs et les industriels du secteur dans le but de défendre ses intérêts auprès des pouvoirs publics de l'Union européenne et des organisations internationales,.

#### Secteur public
Il est président du conseil de surveillance du grand port maritime de La Rochelle depuis décembre 2008, en tant que personnalité qualifiée nommée par l’État, représentant le monde économique par ses activités chez Sofiprotéol et président du conseil d’administration de FranceAgriMer depuis novembre 2009.
Il est par ailleurs président du Conseil économique, social et environnemental régional du Centre depuis 2001, et secrétaire-adjoint de la chambre régionale d'agriculture du Centre.

#### Autres
Il est vice-président du COPA-COGECA depuis 2013 et président de l'Institut de coopération avec les pays du bassin méditerranéen (IPEMED).
Il siège au conseil d'administration du Crédit agricole.
Il a présidé aussi la fondation IPEMED (Institut de prospective européenne du monde méditerranéen, fondé par Jean-Louis Guigou époux de l’ancienne ministre), un institut privé, financé par des grands groupes industriels regroupant « au sein de son conseil d’administration de nombreux patrons comme ceux de la SNCF, de la Poste ou d’Orange ».

### Décès
Quelques jours avant l’ouverture du Salon de l’agriculture 2017, la FNSEA annonce, le 19 février, le « décès brutal » à 58 ans de Xavier Beulin, des suites d'une crise cardiaque.
Ses obsèques réunissent quelque 3 000 personnes. De nombreux personnalités politiques y sont présentes dont François Hollande, Emmanuel Macron et François Fillon.

## Décorations
- Chevalier de la Légion d'honneur (2008)
- Officier de l'ordre national du Mérite (2014, chevalier en 2005)
- Officier de l'ordre du Mérite agricole[Quand ?]

## Prises de positions et critiques
En 2011, Xavier Beulin soutient la proposition de loi du sénateur Christian Demuynck (UMP) transposant un règlement européen de 1994 sur la protection des obtentions végétales, qui a pour conséquence que les agriculteurs, s'ils veulent ressemer leur propre récolte, doivent verser une « rémunération aux titulaires des certificats d'obtention végétale » que sont les semenciers. Le syndicat Coordination rurale rappelle qu'il est non seulement à la tête de la FNSEA, mais dirige également le groupe Sofiprotéol, « qui détient des participations dans plusieurs grands groupes semenciers français (Euralis Semences, Limagrain, RAGT Génétique, Serasem - groupe InVivo) »,,.
En juillet 2015, alors que se déroulent les manifestations d’éleveurs, le journal Le Monde le décrit comme « contesté par sa base ». Le cumul de ses activités professionnelles et syndicales amène ses détracteurs à évoquer des conflits d'intérêts, la FNSEA étant désignée comme « la machine de guerre de l’homme d’affaires ». 
Le site d'informations en ligne Reporterre a publié en février et mars 2015, une enquête détaillée, en plusieurs articles, sur les multiples facettes du « maître caché de l’agriculture française ».

## Publication
- Notre agriculture est en danger, Éditions Tallandier, 2017  (ISBN 9791021019539)

### Presse
- Enquête : « Le maître caché de l’industrialisation de l’agriculture française » (2015) sur reporterre.net